# HMS Ashanti (F51)
El HMS Ashanti va ser un destructor de classe Tribal de la Royal Navy. Seguint l'estil dels seus vaixells germans, va rebre el nom d'un grup ètnic, en aquest cas el poble Aixanti de la Costa d'Or a l'Àfrica Occidental. Va servir a la Segona Guerra Mundial i va ser desballestat el 1949. Va ser el primer de dos vaixells de la Royal Navy a portar el nom Ashanti.

## Descripció
Els Tribals tenien la intenció de contrarestar els grans destructors que es construïen a l'estranger i millorar la potència de foc de les flotilles de destructors existents i, per tant, eren significativament més grans i més fortament armats que la classe I anterior. Els vaixells van desplaçar 1.891 tones llargues (1.921 t) amb càrrega estàndard i 2.519 tones llargues (2.559 t) amb càrrega profunda. Tenien una longitud total de 377 peus (114,9 m), una mànega de 36 peus 6 polzades (11,13 m) i un calat d'11 peus 3 polzades (3,43 m). Els destructors eren propulsats per dues turbines de vapor Parsons, cadascuna impulsava un eix de l'hèlix utilitzant vapor proporcionat per tres calderes de tres tambors Admiralty. Les turbines van desenvolupar un total de 44.000 cavalls de força (33.000 kW) i van donar una velocitat màxima de 36 nusos (67 km/h; 41 mph) . Durant les seves proves al mar, el Somali va fer 36,5 nusos (67,6 km/h; 42,0 mph) des de 44.207 shp (32.965 kW) amb un desplaçament de 2.014 tones llargues (2.046 t). Els vaixells transportaven prou fuel oil per donar-los una autonomia de 5.700 milles nàutiques (10.600 km; 6.600 milles) a 15 nusos (28 km/h; 17 mph). El complement dels vaixells estava format per 190 oficials i marineria, encara que els líders de la flotilla portaven 20 oficials i homes addicionals que consistien pel capità (D) i el seu estat major.
L'armament principal dels destructors de la classe Tribal eren vuit canons Mark XII de tir ràpid (QF) de 4,7 polzades (120 mm) en quatre muntatges de dos canons de superfoc, un parell per davant i per darrere de la superestructura, designats "A", "B", "X" i "Y" de davant a darrere. Els muntatges tenien una elevació màxima de 40°. Per a la defensa antiaèria (AA), portaven una única muntura quàdruple per al canó "pom-pom" QF de dues lliures Mk II de 40 mil·límetres (1,6 polzades) i dos muntatges quàdruples per a la metralladora Mark III de 0,5 polzades (12,7 mm). El foc d'angle baix per als canons principals era controlat per la torre de control del director (DCT) al sostre del pont que alimentava les dades adquirides per aquest i el telèmetre de 12 peus (3,7 m) del telèmetre/Director Mk II directament darrere del DCT a un computador mecànic analògic, el Fire Control Admiralty Clock Mk I. El foc antiaeri per als canons principals era controlat pel telèmetre/director que enviava dades al rellotge mecànic de manteniment de la espoleta.
Els vaixells estaven equipats amb un únic muntatge quàdruple sobre l'aigua per a torpedes de 21 polzades (533 mm) . Els Tribal no estaven pensats com a vaixells antisubmarins, però estaven proveïts d'ASDIC, un bastidor de càrregues de profunditat i dos llançadors per a l'autodefensa, encara que els llançadors no estaven muntats a tots els vaixells; l'assignació de temps de pau era de vint càrregues de profunditat, però aquesta va augmentar a 30 durant la guerra.

### Modificacions en temps de guerra
Les grans pèrdues a l'atac aeri alemany durant la campanya de Noruega van demostrar la ineficàcia de l'armament antiaeri dels Tribals i la RN va decidir el maig de 1940 substituir la montura "X" per dos canons Mark XVI de doble propòsit QF de 4 polzades (102 mm) en un muntatge de dos canons. Per controlar millor les armes, el telèmetre/director existent es va modificar per acceptar un radar d'artilleria tipus 285 a mesura que estaven disponibles. El nombre de càrregues de profunditat es va augmentar a 46 a principis de la guerra, i encara se'n van afegir més després. Per augmentar els arcs de tir dels canons AA, la xemeneia posterior es va escurçar i el pal principal es va reduir a un pal de pal curt.

## Construcció i carrera
Autoritzat com un dels nou destructors de la classe Tribal segons els Estimacions Navals de 1936, l'Ashanti va ser el primer vaixell del seu nom a servir a la Royal Navy. El vaixell va ser encarregat el 19 de juny de 1936 a William Denny i se li col·locar la quilla el 23 de novembre a la drassana de la companyia a Dumbarton. Avarat el 5 de novembre de 1937, l'Ashanti va ser comissionat el 21 de desembre de 1938 amb un cost de 340.770 lliures, que excloïa les armes i els equips de comunicacions subministrats per l'Almirallat. La finalització del vaixell es va retardar pel lliurament tardà dels seus suports de canons.

### Abans de la guerra
Tot i que inicialment es pretenia que tots els destructors de la classe Tribal visitessin la terra del poble que els donava nom, l'Ashanti va ser un dels pocs que ho va fer. Va navegar cap a Takoradi, Costa d'Or, el 27 de febrer de 1939. Durant la visita, l'equip del vaixell va rebre una campana de plata i un escut d'or de mans de l'Aixantehene, el líder cerimonial dels aixanti, aleshores el cap Osei Tutu Agyeman Prempeh II. El vaixell també va acceptar visitants de la tribu, molts dels quals van presentar amulets de bona sort i símbols de valor i supervivència al vaixell.
El maig de 1939, el vaixell va anar a França en una visita de bona voluntat com a part de la 6a Flotilla de Destructors, la flotilla equipada amb Tribals de la Home Fleet. Era una preparació per a l'amenaça de guerra a Europa i perquè els mariners britànics fessin amistat amb els seus futurs aliats de la Marina Francesa. El mes següent, l'Ashanti , com a part de la 6a Flotilla de Destructors, va intentar rescatar el submarí Thetis, que estava accidentat . Tot i que el submarí es va trobar intacte, els intents de rescat van fracassar i només quatre homes es van salvar quan el vaixell es va enfonsar amb els 99 restants atrapats a l'interior.

### Segona Guerra Mundial
El 3 de setembre de 1939, a l'esclat de la Segona Guerra Mundial, l'Ashanti i la 6a Flotilla escortaven un esquadró anglofrancès de creuers de batalla, però l'Ashanti va passar la resta del mes reparant els danys a les pales de les turbines. La 6a Flotilla va combinar operacions amb la Home Fleet amb tasques d'escorta de combois, escortant el Comboi HX 1, format pels vaixells de transport de tropes Aquitania, Empress of Britain , Empress of Australia, Duchess of Richmond i Monarch of Bermuda, que transportaven tropes de la 1a Divisió Canadenca a Gran Bretanya. Va ser obligat a tornar al port el març de 1940 després que s'hi filtrés aigua de mar i es barregés amb l'aigua d'alimentació de la caldera.
A l'abril, després de completar les reparacions, va ser desplegat al Mar del Nord per donar suport a les operacions a Noruega. No va aconseguir gaire en aquesta qualitat, a part de ser l'objectiu de nombrosos atacs aeris d'avions alemanys. Un atac va destruir el seu turbogenerador principal i el vaixell va fallar l'energia. Va aconseguir sortir del fiord en ziga-zaga i escapar dels atacants, i al juny va tornar a ocupar el seu paper d'escorta i tasques antisubmarines. El 10 d'agost, va ajudar altres vaixells de guerra i vaixells d'arrossegament a rescatar més de 300 supervivents del creuer mercant armat HMS Transylvania, que havia estat enfonsat aquell mateix dia pel submarí alemany U-56 a unes 65 quilòmetres al nord de la costa de l'Ulster.
Quan es va completar el nou cuirassat King George V, l'Ashanti va formar part de la seva escorta a Scapa Flow. La principal amenaça eren les mines i l'Ashanti , juntament amb quatre destructors més, va prendre la iniciativa en un intent secret i suïcida de detonar qualsevol mina que pogués haver-hi a la zona. A la foscor, el Fame va encallar a gran velocitat en una pluja tèrbola. L'Ashanti anava just darrere seu i, tot i que només anava a sis nusos, el va colpejar, danyant les línies de combustible d'ambdós vaixells i després el Fame es va incendiar. El destructor de classe Tribal Maori també va encallar, destruint la seva cúpula ASDIC. Els sentiments eren molt forts a bord, ja que ningú coneixia l'objectiu de l'operació. La situació es va agreujar a mesura que la marea retrocedia i els destructors van quedar varats esperant la marea alta. Quan va arribar la marea alta, els destructors van ser sacsejats contra les roques i van patir encara més danys; l'Ashanti va quedar tan greument danyat per les roques que Vickers-Armstrongs va enviar un equip de reparació. Van trigar dues setmanes a reflotar l'Ashanti i traslladar-lo a Newcastle per a reparacions extenses i enduriment del buc. Va passar gairebé un any abans que el vaixell tornés a estar a punt per a l'acció.
El seu següent desplegament important va ser amb altres destructors de la classe Tribal a l'operació Arqueria a les illes Lofoten, a Noruega, el desembre de 1941. Van eliminar els alemanys a Vågsøy i van utilitzar les illes com a base des de la qual van atacar els vaixells alemanys. Es van atacar objectius a la costa i es van fer malbé petites embarcacions alemanyes, però l'operació es va abandonar el 28 de desembre després que augmentessin els atacs aeris alemanys al port de l'illa. Després del bombardeig, Hitler estava convençut que els britànics estaven preparant una invasió de Noruega i va desviar molts recursos preciosos allà per preparar un atac.
Els vaixells de la classe Tribal encara estaven junts i, després d'escortar combois àrtics fins a Múrmansk, van ser enviats per formar part d'un gran esforç de socors a Malta. Després van ser enviats de tornada a l'Àrtic per escortar més combois russos. Juntament amb els altres destructors de la classe Tribal, van ser posteriorment reequipats per a aquesta funció, amb aïllament al voltant de zones vitals per evitar danys per fred.
L'Ashanti era una escorta del comboi àrtic PQ 18 cap a la Unió Soviètica, que va ser atacat per nombrosos submarins i avions alemanys. Quaranta-dos torpediners Heinkel He 111 de la Luftwaffe i trenta-cinc bombarders en picat Junkers Ju 88 van atacar simultàniament el comboi, inundant els defensors. Els submarins van començar a seguir el comboi i alguns van ser enfonsats; l'U-88 va ser enfonsat pel destructor Faulknor, l'U-457 pel Impulsive i l'U-589 pel Onslow i avions del portaavions d'escorta Avenger.  Vuit vaixells van ser enfonsats el 12 de setembre, i el 13 de setembre, els alemanys van perdre cinc Heinkels a causa dels caces Hurricane. El petrolier SS  Atheltemplar va ser una altra víctima, sent torpedinat el 14 de setembre i abandonat. Els atacs posteriors van ser rebutjats a costa dels alemanys que van abatre vint avions més. Dos mercants més van ser enfonsats per un atac aeri al port de Múrmansk. En total, es van perdre tretze vaixells mercants del comboi.
El comboi de retorn QP-14 tampoc es va salvar de l'atac alemany, sinó que va ser atacat pel U-703. L'Ashanti i el Somali van treballar junts en la caça del submarí , una operació que es va veure obstaculitzada per la manca de combustible. El Somali, just després de substituir la posició de l'Ashanti, va ser torpedinat pel submarí i va patir greus danys. La major part de la seva tripulació va ser evacuada, però dels vuitanta que es van quedar a bord per salvar el vaixell, la majoria es van perdre quan finalment es va enfonsar. Cinc vaixells més van ser enfonsats el mateix dia, quatre pel U-435, inclòs el dragamines HMS Leda.
El seu següent desplegament va ser per a l'operació Torxa, en la qual va escortar vaixells importants en preparació per a la invasió del nord d'Àfrica. Un cop començada la invasió el 8 de novembre, va ser desplegada per evitar qualsevol interferència dels vaixells de l'Eix al Mediterrani. Va romandre al mar Mediterrani fins al juny de 1943, quan més problemes amb els seus tancs d'aigua d'alimentació van requerir una important reinstal·lació a la drassana comercial del Tàmesi al Regne Unit.
Després de la remodelació, va operar des de Scapa Flow escortant combois àrtics durant les llargues nits àrtiques de finals de 1943. A partir de 1944, va patrullar el Canal de la Mànega en preparació del desembarcament de Normandia. En aquesta capacitat, va cooperar estretament amb els destructors canadencs de classe Tribal Haida i Huron. Per a la invasió, va patrullar el canal i va protegir-se contra els vaixells de superfície alemanys als accessos del Sud-oest i a la zona del Golf de Biscaia. El 9 de juny, un grup de destructors alemanys va ser trobat davant de Bretanya i va ser enfrontat per l'Ashanti, l'Huron, el Haida, així com l'Eskimo, el Javelin, i els destructors polonesos Piorun i Błyskawica a la batalla d'Ouessant. El destructor de la Kriegsmarine Z32 va ser encaixat i va naufragar, el Z24 va resultar greument danyat i el ZH1, l'exdestructor neerlandès Gerard Callenburgh, va ser enfonsat. La seva última acció a la guerra va ser la prevenció de l'evacuació de personal alemany de França. El 5 d'agost de 1944, va enfrontar-se a un comboi alemany davant de l'illa d'Yeu i va enfonsar dos dragamines d'escorta i un vaixell patrulla. El Haida va patir danys durant l'enfrontament. L'Ashanti va ser portat a terme per a una extensa i costosa reforma i no va tornar a participar en els combats.

### Destí
L'Ashanti havia sobreviscut a les galeres de l'Atlàntic Nord, problemes tècnics, la Campanya de Noruega, encallaments, combois àrtics, la invasió del Nord d'Àfrica, atacs de submarins, atacs aeris i alguns dels combats de destructors més durs de la Segona Guerra Mundial. Tot i això, al final de la guerra era evident que havia superat la seva utilitat. Va ser donat de baixa i va passar a la reserva després del Dia de la Victòria sobre el Japó. El 1947, va ser inclòs a la llista de desballestaments i utilitzat per a proves d'objectius de vaixells. El 12 d'abril de 1948 va arribar a West of Scotland Shipbreakers per a la seva demolició.